# Portet-de-Luchon
Portet-de-Luchon település Franciaországban, Haute-Garonne megyében. Lakosainak száma 38 fő (2022. január 1.). Portet-de-Luchon Jurvielle, Loudervielle, Mont, Garin és Poubeau községekkel határos.

## Népesség
A település népességének változása:
| Lakosok száma | 40   | 35   | 40   | 28   | 37   | 42   | 39   | 38   | 39   | 38   |
|               | 1968 | 1982 | 1990 | 2006 | 2013 | 2015 | 2017 | 2019 | 2020 | 2022 |